# تل‌اسپید
تل‌اسپید محوطه‌ای باستانی در استان فارس است.
تل‌اسپید در روستاي منگودرز شهرستان رستم واقع است.
بر اساس پژوهشهای باستانشناسی، در این منطقه توالی گسترده‌ای از دوره ایلامیان، هخامنشیان، ساسانیان و ورای آنان شناسایی شده.
بر اساس مطالعات پروفسور ارنست هرتسفلد در سال ۱۹۲۴ بر روی گل‌نوشته‌های به خط ایلامی که از این تپه بدست آمد، مشخص شد که در تل اسپید نیایشگاهی متعلق به ایزد ایلامی، اینشوشیناک وجود داشته‌ است.

## کشفیات تل‌اسپید
کتیبه پهلوی تل‌اسپید: در تل‌اسپید کتیبه‌ای ساسانی به خط و زبان پهلوی کشف شده که امروزه در موزه‌ی هفت‌ تنان شیراز نگهداری می‌شود. متن ترجمه شده‌ی کتیبه به شرح زیر می‌باشد:
این دخمه برای...
در ماه فروردین
سال 86 یزدگردی
برای روان خویش فرمود ساختن.
یزدان او را بیامرزاد.